# Chobera
Chobera és un gènere d'arnes de la família Crambidae. Conté només una espècie, Chobera pallida, que es troba a l'Índia.